# Dinnyeberki
Dinnyeberki là một thị trấn thuộc hạt Baranya, Hungary. Thị trấn này có diện tích 8,56 km², dân số năm 2010 là 92 người, mật độ 11 người/km².